# Cicci Santucci
Francesco „Cicci“ Santucci (* 21. April 1939 in Lanciano) ist ein italienischer Jazzmusiker (Trompete, Flügelhorn, Komposition).

## Leben und Wirken
Santucci begann im Alter von 13 Jahren bei Augusto Centofanti in Lanciano Trompete zu lernen, bevor seine Unterweisung bei den Brüdern Marincola fortgesetzt wurde. 1955 zog die Familie nach Rom, und im folgenden Jahr trat er dort anlässlich des ersten Nationalen Jazzfestivals im Quirino-Theater zum ersten Mal öffentlich auf. Santucci gehörte seit 1958 zur Modern Jazz Gang um Sandro Brugnolini, mit der 1960 mehrere Aufnahmen entstanden.
Als einer der Pioniere des italienischen Jazz hat er in den 1960er Jahren an wichtigen europäischen Jazzfestivals teilgenommen. Bei den Festivals von Comblain La Tour (1961) und Montreux (1967) spielte er in einem Quintett, das er mit Trompeter Enzo Scoppa leitete und das dem Hard Bop verpflichtet war. 1969 gastierte er beim Festival von Juan Les Pin (mit Lilian Terry). Mit dem Scoppa Santucci Quintet legte er mehrere Alben vor (etwa On the Underground Road, 1971, Mondo Operaio, New Tradition).
Santucci studierte spät und erhielt sein Diplom am Konservatorium Umberto Giordano in Foggia erst 1969. 1971 erhielt er sein Diplom als Arrangeur am Berklee College of Music in Boston. Nach dieser formalen Ausbildung wurde er Solotrompeter im RAI-Orchester; die Stelle bekleidete er mehr als zwanzig Jahre. Archie Shepp holte ihn zu seinem Album Mariamar (1975). Er hat mit wichtigen Musikern der Jazzwelt (etwa Lionel Hampton, Gato Barbieri, Kenny Clarke, Gil Evans, Alexander von Schlippenbach, Bob Stewart) gespielt und zusammengearbeitet, in der Filmmusik mit Armando Trovaioli, mit Riz Ortolani und mit Ennio Morricone (für den er unter anderem als Solotrompeter die Musik zum Film Die Legende vom Ozeanpianisten aufnahm, die er später auch konzertant aufführte). 1994 beendete er die Arbeit für die RAI. Unter seinem eigenen Namen erschienen Alben wie Il Gatto e la Volpe oder Arrivederci Roma. Weiterhin trat er mit Carlo Loffredo, Marcello Rosa, Tony Scott, Romano Mussolini ( Soft & Swing, Alibi Perfetto),  Giovanni Tommaso, Bruno Tommaso, Enrico Pieranunzi, Roberto Fulvi, Mario Schiano und Franco D’Andrea auf. Im Bereich des Jazz hat er Tom Lord zufolge zwischen 1958 und 2004 an 73 Aufnahmesitzungen teilgenommen.
Santucci hielt sich in den letzten Jahren vorwiegend in Nordamerika auf. Er komponierte die Filmmusik für Adelmo. Zuletzt entstand mit dem Scoppa Santucci Quintet das Album New & Old Friends (2019).

## Diskographische Hinweise
- Living Music: To Allen Ginsberg (RCA/BMG, 1972)
- Film Favorites (IR CSLRI/011G 2000, mit Luca Ruggero Jacovella)